# Rolf Jaeger

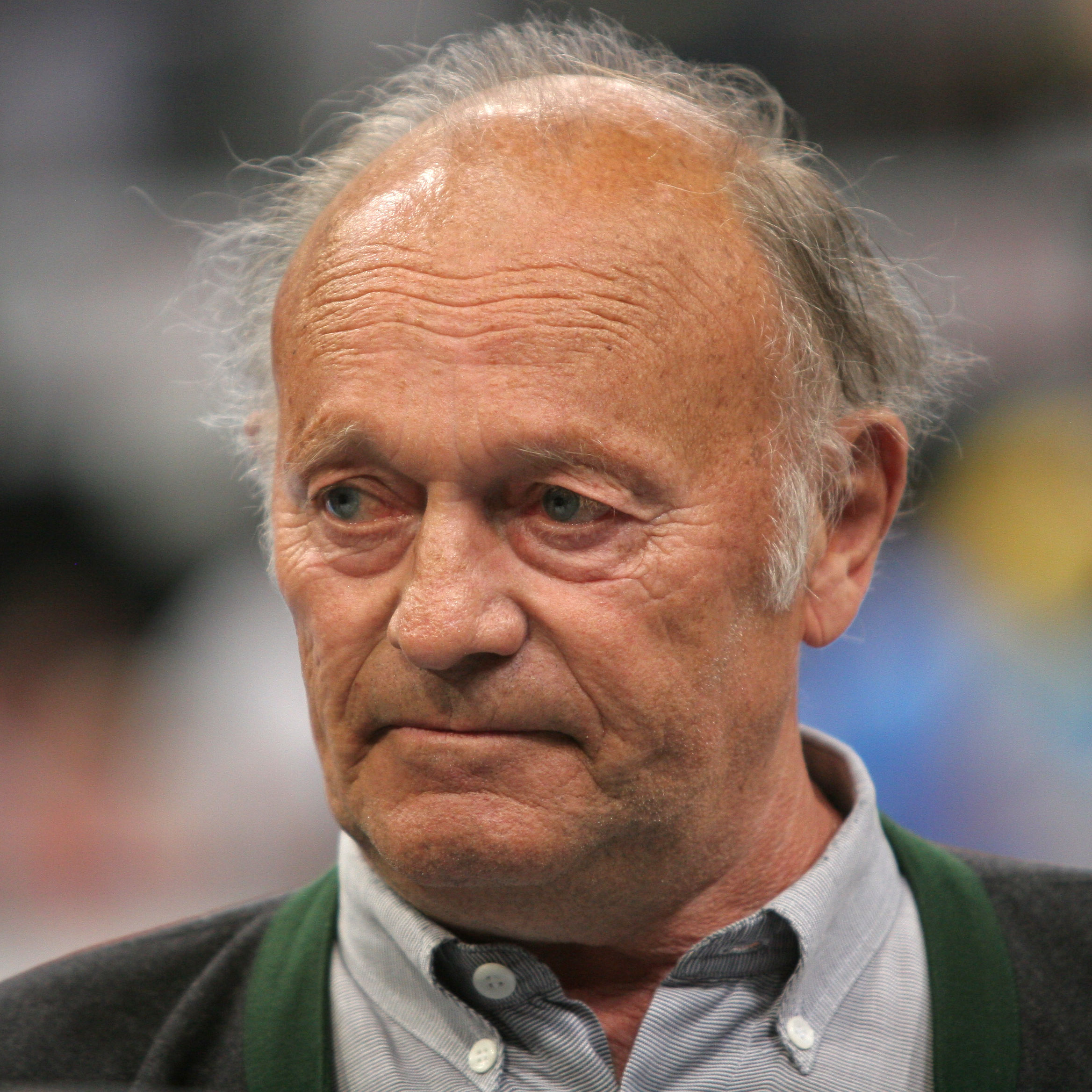
Rolf Jaeger (2009)

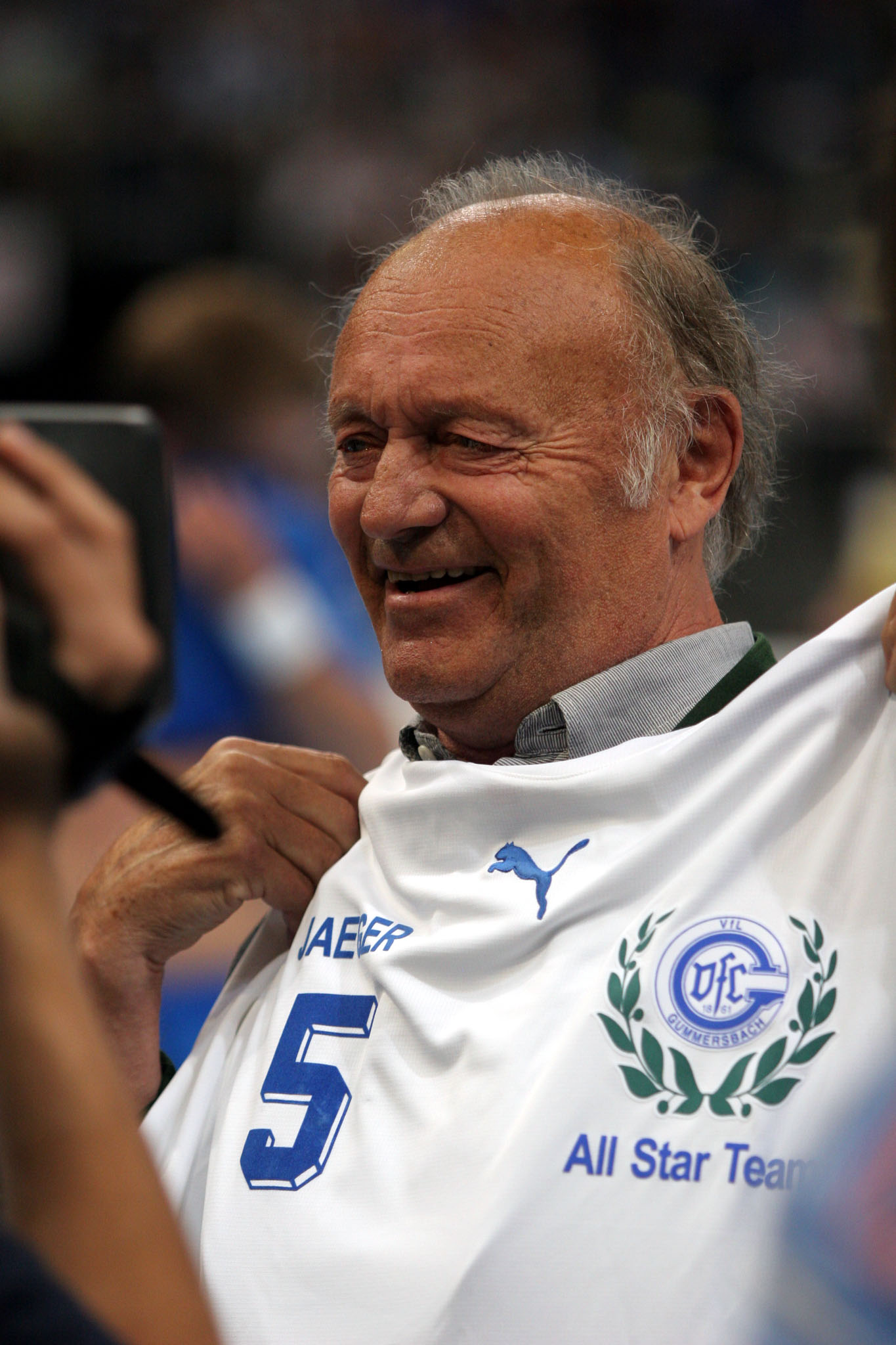
Rolf Jaeger bei der Aufnahme ins Allstar Team des VfL Gummersbach

Rolf Jaeger (* 18. Februar 1937 in Gummersbach; † 2. Mai 2011 ebenda) war ein deutscher Handballspieler und -trainer.

## Karriere
Jaeger wurde 1946 Mitglied des VfL Gummersbach. Zunächst begann er im Verein als Turner, danach mit dem Feldhandball. Der damalige Handball-Bundestrainer Werner Vick berief ihn 1956 in die Feldhandball-Nationalmannschaft. Damit wurde Jaeger der erste Nationalspieler des VfL nach dem Zweiten Weltkrieg. 1963 wurde er mit dem VfL Westdeutscher Meister. 1966 wurde der auf Rückraum links spielende Jaeger mit der Mannschaft des VfL im damals noch weniger stark verbreiteten Hallenhandball Deutscher Meister. Mitspieler waren unter anderem Hansi Schmidt und Bernd Podak.
Nach seiner aktiven Karriere wurde der Diplom-Ingenieur Handballtrainer. Mit dem VfL wurde er in der Saison 1975/76 Deutscher Meister. Danach war Jaeger im Vorstand des VfL tätig. Daneben war er von 1979 bis 2009 Mitglied im Rat der Stadt Gummersbach.

## Ehrungen
Nach dem Europacupsieg der Landesmeister 1967 erhielt Rolf Jaeger die höchste sportliche Auszeichnung in Deutschland: das Silberne Lorbeerblatt. Am 1. Juni 2009 wurde er in das Allstar Team des VfL Gummersbach berufen.
Am 17. September 2009 erhielt Jaeger die Goldene Stadtmedaille in Sonderprägung der Stadt Gummersbach.